# Defford
Defford – wieś w Anglii, w hrabstwie Worcestershire, w dystrykcie Wychavon. Leży 14 km na południowy wschód od miasta Worcester i 152 km na północny zachód od Londynu.